# 堀田宣彌
堀田 宣彌（ほった のぶみつ、1943年 - ）は、日本の起業家。

## 略歴
1943年三重県出身。1966年青山学院大学法学部卒業。大学卒業後、株式会社守谷商会入社。1996年に同社取締役。2000年に同社常務取締役。2005年に同社専務取締役を歴任。2009年〜2011年に株式会社守谷商会代表取締役社長を務める。2011年〜2012年には株式会社守谷商会相談役を務める。2015年に学校法人青山学院理事及び評議員を就任。その後、2015年11月25日に同校の理事長に就任した。

## 参考
- 理事長からのメッセージ | 青山学院

| スタブアイコン | サブスタブ | この項目は、まだ閲覧者の調べものの参照としては役立たない、人物に関連した書きかけの項目です。この項目を加筆・訂正などしてくださる協力者を求めています（P:人物伝/PJ:人物伝）。 |